# Karl Weiß (Priester, 1854)
Karl Weiß (* 1. Januar 1854 in Ettenheim; † 1925 in Wettelbrunn) war ein deutscher römisch-katholischer Geistlicher und Abgeordneter (Zentrum). 

## Leben
Karl Weiß empfing nach seiner theologischen Ausbildung am 21. Juli 1878 die Priesterweihe. Er war zunächst Katechet und Spiritual in Ingenbohl (Kloster Ingenbohl). 1880 wurde er in der Seelsorge in Todtmoos tätig, danach ab 1881 in Oppenau und St. Märgen, ab 1883 in Murg, ab 1887 in Pforzheim, ab 1890 in Wiesloch und ab 1901 in Meersburg. Von 1912 bis 1922 war Karl Weiß Münsterpfarrer am Konstanzer Münster. 1915 erfolgte die Ernennung zum Geistlichen Rat. 1922 wechselte er in die Pfarrei Wettelbrunn.
Weiß vertrat den Wahlkreis des Amtes Ettenheim mit Gemeinden der Ämter Emmendingen und Lahr (Wahlkreis 24). Von 1915 bis 1918 war Karl Weiß für die Zentrumsfraktion Mitglied des badischen Landtages in der  Badischen Ständeversammlung 1915 bis 1916 und 1917 und 1917 bis 1918.